# Femininní žánry
Femininní žánry je souhrnné označení pro díla zaměřená na ženské publikum.
Jejich definice a existence vyplývá z předpokladu, že se tvůrkyně a tvůrci snaží oslovit určené publiku na základě jejich genderu. A dále pak z premisy, že emoce, láska, upřednostňování a udržování dobrých vztahů jsou dominantní hybnou silou v životě žen.
Toto rozřazení je i dopadem původního zaměření žen-spisovatelek, píšících o svých fantazijních světech a dávajících tak vzniknout především romantickým novelám.
Tyto žánry se objevují v literatuře, filmu, divadelních i rozhlasových hrách.
Mezi femininní žánry můžeme zařadit melodramata, romance, sonety, muzikály, opery, telenovely, soap opery, Harlequin.
Kromě femininních žánru rozlišujeme i žánry maskulinní (detektivky, horrory, sci-fi, akční a dobrodružné filmy).
Akademické výzkumy se těmto žánrům věnují od 70. let.
Přestože označení vypovídá o zaměření na ženy, femininní žánry mají i mužské publikum.

## Základní zápletka
Příběhy jsou většinou naracemi zakotvenými v reálné životní realitě. Ve středu dění bývají lidské vztahy a problémy běžného života. Snaží se odrážet sociální realitu tak, jak je ji možné vnímat v dané společnosti. Ústřední postavou bývá ve většině případů žena.
Hrdinka je na začátku vyprávění většinou sama. Příběh pak provází její cestou za láskou a šťastným koncem v náručí muže, nebo v společnosti nalezených přátel.
Na rozdíl od maskuliních žánrů se žena-hrdinka neformuje pomocí situací, které prožívá, ale díky osobám, které potkává a pocitům, které prožívá.

## Zobrazení ženské role
Přetrvává tradiční zobrazování žen jako pasivních, bezmocných, toužících po tom být sexuálním/romantickým objektem pro muže, založených na tradičním zobrazování žen a představě společnosti o ženskosti. Veškeré snažení hrdinek a tudíž valná část příběhu se točí okolo dosažení ideálního života – s pevným rodinným zázemím.

## Zobrazení mužské role
Muž je většinou ten, který dopomůže k formování ženské identity a to již pouze přítomností v jejím okolí.